# Caroline Corr
Caroline Georgine Corr (Dundalk, 17 marzo 1973) è una batterista e compositrice irlandese.
Nel 1990 debutta come batterista dei Corrs, gruppo pop-rock e celtic rock creato insieme ai fratelli Andrea, Jim e Sharon Corr.
Con i Corrs ha pubblicato 10 album (5 in studio, 3 live e 2 raccolte ufficiali) dal 1995 al 2005.

## Biografia

### Infanzia
Caroline Corr nasce a Dundalk nella contea di Louth da Gerry Corr, impiegato presso l'Irish Electricity Board, e Jean Corr, casalinga.
Quando ha solo tre anni il padre le propone di prendere lezioni di violino, ma lei si rifiuta preferendo al violino il pianoforte. Qualche anno più tardi rimane poi affascinata dal bodhrán che impara a suonare da sola guardando i video del musicista irlandese Stefan Hannigan.
Come le sorelle Sharon e Andrea frequenta il Dun Lughaidh Convent e nei fine settimana lavora come cameriera al McManus Pub, locale di proprietà della zia Lillian McElarney.
Quando ha circa sedici anni Caroline e i fratelli, accomunati dalla medesima passione per la musica, iniziano ad esercitarsi insieme in una stanza presa in affitto da Jim e trasformata in una sorta di studio di registrazione: Caroline e Jim suonano le tastiere, Andrea canta e suona il tin whistle e Sharon suona il violino.

### 1990-2006: il successo con i Corrs
Nel 1990, quando i fratelli Corr vengono a conoscenza delle audizioni per band per il film The Commitments, decidono di creare un gruppo. All'epoca Caroline frequentava un ragazzo, fan di Larry Mullen, Jr., che suonava la batteria e così per provare lo strumento inizia a farsi impartire qualche lezione. Vedendo i risultati Jim le propone di continuare, anche perché era evidente la mancanza di un batterista nel loro gruppo.
A 17 anni inizia così a cimentarsi con questo strumento e in seguito commentò il fatto dicendo: Noi avevamo bisogno di un batterista ed io, beh... non avevo niente di meglio da fare.
Nel frattempo i fratelli superano le audizioni per The Commitments e qui fanno la conoscenza di John Hughes che colpito dal loro talento decide di diventare il loro manager.
Su consiglio di Hughes Caroline inizia a frequentare un corso di batteria, ma riesce a seguire solo una decina di lezioni prima di ritrovarsi in viaggio con i fratelli per i loro primi concerti.
Fin dagli inizi Caroline s'impose all'attenzione di tutti per lo stile energico con cui suona e che l'ha vista rompere più di una volta i piatti, che difatti deve sostituire frequentemente insieme alle pelli del tom-tom.
(Caroline Corr, 2004)
Nel 1994 i Corrs firmano il loro primo contratto discografico con l'Atlantic Records con il marchio di registrazione 143 Records e all'inizio del 1995 partono alla volta di Malibù per registrare il primo album, Forgiven, Not Forgotten. L'album si dimostra un successo e i Corrs scalano le classifiche di Irlanda, Spagna, Australia e Giappone.
Nel 1997 pubblicano Talk on Corners che ripete il successo dell'album di debutto e fa conquistare ai fratelli le classifiche inglesi.
Durante il secondo tour mondiale, precisamente il 17 marzo 1998, in occasione del primo concerto dei Corrs al Royal Albert Hall di Londra, Caroline per la prima volta suona con un altro batterista, Mick Fleetwood dei Fleetwood Mac. I due si esibiscono in un energico duetto di batteria nei brani strumentali Haste To The Wedding e Toss The Feathers.
Nonostante i Corrs abbiano già raggiunto il successo in Europa, Australia e Giappone, sarà il terzo album in studio In Blue pubblicato nel 2000 a consacrarli definitivamente a livello internazionale.
Durante la registrazione dell'album la madre dei Corr, Jean, muore a causa di una malattia respiratoria e Caroline insieme ad Andrea scrive No More Cry per il padre per aiutarlo in quel difficile momento.
Due anni più tardi agli Hot Press Music Award 2002 viene premiata da Larry Mullen, Jr. con il Rory Gallagher Musician Award nella categoria musicista dell'anno, battendo The Edge, Glen Hansard e Declan Sinnott.
L'anno successivo partecipa insieme ai fratelli al concerto 46664 (organizzato per sostenere la campagna di Nelson Mandela nella lotta contro l'AIDS) dove a duettare con lei in Toss The Feathers stavolta è il batterista dei Queen, Roger Taylor.
Agli inizi del 2004, quando già si parlava del tour mondiale che avrebbe seguito l'uscita del quarto album in studio Borrowed Heaven, Caroline annuncia di essere incinta. I Corrs e il loro manager decidono di non cancellare il tour, ma per andare incontro alle esigenze della batterista l'iniziale tour mondiale previsto viene ridotto alla sola Europa e all'America.
L'anno successivo i Corrs iniziano a pensare al loro nuovo album e Caroline propone l'idea di realizzarne uno legato alla tradizione musicale del loro paese, e a settembre pubblicano Home.
A novembre diventano membri onorari dell'Ordine dell'Impero Britannico in riconoscimento del loro talento musicale e dei concerti benefici da loro organizzati.
Dopo l'uscita di Home i quattro fratelli decidono di prendersi una pausa per dedicarsi alle rispettive famiglie.
Dopo quasi due anni di assenza dal palco, il 23 settembre 2007 a Barcellona Caroline prende parte al primo concerto da solista di sua sorella minore Andrea, suonando la tastiera e cantando nei due brani dei Corrs riproposti, Runaway e When The Stars Go Blue.

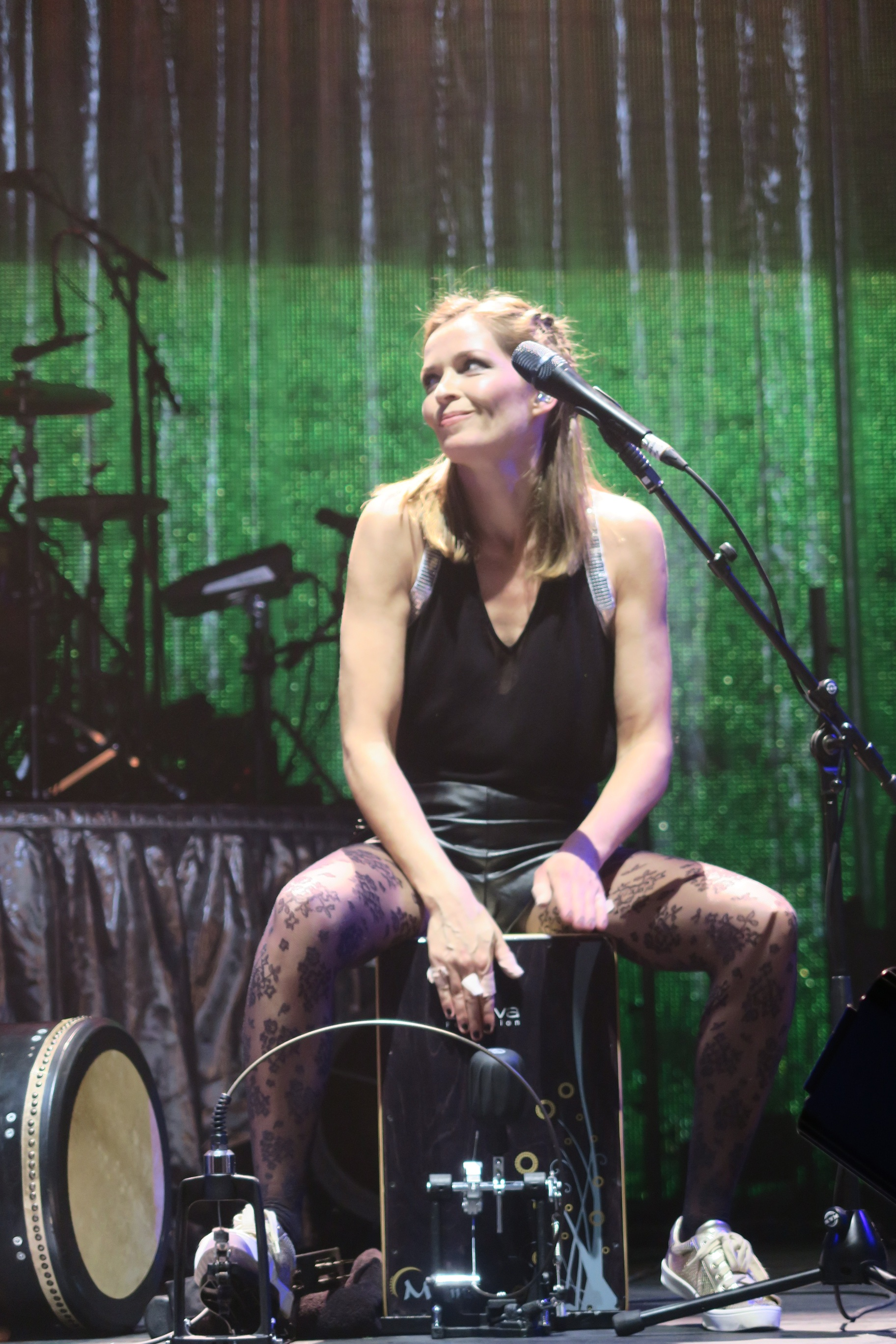
Caroline in concerto nel 2016.

## Batteria
Fin dagli inizi utilizza le batterie acustiche Yamaha, le bacchette e i piatti Zildjian e le pelli Remo.
Entrando nel dettaglio Caroline fino al 1998 ha usato la Yamaha Maple Custom Drums, mentre a partire dal 1999 utilizza la Yamaha 30th Anniversary, batteria che la Yamaha rilascia sul mercato in edizione limitata per commemorare il loro 30º anniversario nel campo della realizzazione di strumenti musicali.
Attualmente possiede anche due batterie elettroniche: la Yamaha DTXPRESS e la Roland V-Drums. Quest'ultima aveva avuto modo di utilizzarla nel Talk On Corners Tour e i Corrs stavano prendendo in considerazione di iniziare a usare proprio questo tipo di batteria nei loro concerti, ma poi Caroline ha preferito continuare a suonare con quella acustica, utilizzando quella elettrica solo per esercitarsi.
Quando suona indossa un paio di guanti sia per proteggere le mani, sia per avere maggiore controllo sulle bacchette; inizialmente utilizzava guanti da equitazione che poi ha sostituito con i guanti da golf della FootJoy.

## Bodhràn
Inizialmente Caroline suonava un bodhrán fabbricato per lei da Eamon Maguire che, oltre a scrivere Corr sulla pelle, aveva anche inciso sul bordo una scritta in gaelico che diceva: Per la mano di Caroline da Eamon Maguire e un simbolo celtico ripreso dal Libro di Kells.
Successivamente Caroline mise questo bodhràn in vendita in un'asta di beneficenza e lo sostituì con una serie di bodhràn creati da Brendan White.
Altre percussioni suonate da Caroline:
- Congas – utilizzati solo nei concerti acustici; tra i modelli che usa ci sono i Congas Meinl Headliner e i Congas LP Classic.
- Bongos
- Snare Drum – durante il Borrowed Heaven Tour utilizza tra gli altri il tamburo della Yamaha della firma Peter Erskine modello Maple Snare Drum - MSD-12PE.
- Lambeg Drum – introdotto in occasione del Borrowed Heaven Tour. Caroline utilizza la Yamaha CB-6XXB Bass Drum che suona durante i brani Borrowed Heaven e Toss The Feathers.
- Tamburello
- Cowbell
- Jam block
- Shaker

## Beneficenza
Caroline Corr insieme ai fratelli ha preso parte e organizzato diversi concerti di beneficenza tra cui il Pavarotti & Friends for Liberia (1998), la raccolta fondi per il Freeman Hospital di Newcastle (2001) e per le vittime della bomba di Omagh (1999), il Party in the Park: The Prince's Trust.
Nel 2002 partecipa alla campagna Twelve Days of Christmas promossa dalla NSPCC (National Society for the Prevention of Cruelty to Children), associazione inglese che si occupa dei minori vittime di maltrattamenti.
Caroline è inoltre ambasciatrice della campagna 46664 di Nelson Mandela contro l'AIDS in Africa. Durante il Live 8 a Edimburgo il 2 luglio 2005 si è esibita con la band insieme a Bono per promuovere la campagna Make Poverty History.
Nel 2005 i fratelli Corr diventano membri onorari dell'Ordine dell'Impero Britannico ricevendo le onorificenze dall'ambasciatore britannico a Dublino su concessione della Regina Elisabetta II in riconoscimento del loro talento musicale e dei concerti benefici da loro organizzati.

## Vita privata
Caroline Corr si è sposata il 22 agosto 2002 con Frank Woods. Il matrimonio è stato celebrato nella chiesa St John the Baptist a Deià, Maiorca. Il ricevimento di nozze invece si è svolto nell'hotel La Residencia di proprietà di Richard Branson.
Dal matrimonio sono nati tre figli: Jake (12 febbraio 2003), Georgina (11 ottobre 2004) e Rihann (1º dicembre 2006).

## Discografia

### The Corrs
- 1995 - Forgiven, Not Forgotten
- 1997 - The Corrs - Live
- 1997 - Talk On Corners
- 1999 - The Corrs Unplugged
- 2000 - In Blue
- 2001 - The Best Of The Corrs
- 2002 - The Corrs: Live In Dublin
- 2004 - Borrowed Heaven
- 2005 - Home
- 2006 - Dreams: The Ultimate Corrs Collection

### Collaborazioni
- 1995 – Spirits Colliding (Paul Brady) – seconda voce in Just In Time.
- 1998 – When We Were The New Boys (Rod Stewart) – bodhràn in Ooh La La.
- 1998 – Quest For Camelot: The Magic Sword (Soundtrack) – bodhràn in On My Father's Wings.
- 1998 – Pavarotti & Friends For The Children Of Liberia (Artisti vari) – batteria in Dreams e voce in O Surdatto Nammuratto.
- 1998 – Legacy: A Tribute To Fleetwood Mac's Rumours (Artisti vari) – bodhràn e seconda voce in Dreams.
- 1999 – Tears Of Stone (The Chieftains) – bodhràn e seconda voce in I Know My Love.
- 2001 – El Alma Al Aire - Ediciòn Especial (Alejandro Sanz) – batteria e seconda voce in The Hardest Day, Me Iré, Una Noche.
- 2001 – Josh Groban (Josh Groban) – seconda voce in Canto Alla Vita.
- 2002 - Party At The Palace - The Queen's Golden Jubilee (Artisti vari) - seconda voce in God Only Knows.
- 2003 – The Very Best Of Sheryl Crow (Sheryl Crow) – batteria in C'mon, C'mon.
- 2004 - 46664: Part 2 – Long Walk To Freedom – batteria in Breathless e Toss The Feathers e voce in Leliungelo Elakho.
- 2004 – Wild Ocean (John Hughes) – bodhràn.

## Filmografia
- 1991 – The Commitments
- 1997 - The Gathering
- 1998 – The Corrs: Live At The Royal Albert Hall
- 1998 – Pavarotti & Friends For The Children Of Liberia
- 1999 – The Corrs: Live At The Lansdowne Road
- 1999 - Brit Awards '99 - Video of the Year
- 2000 – The Corrs: Unplugged
- 2000 - It's Only Rock 'n' Roll
- 2001 – The Corrs: Live In London 2000
- 2002 – The Best Of The Corrs - The Videos
- 2002 – Party At The Palace - The Queen's Golden Jubilee
- 2002 – South Africa Freedom Day: Concert On The Square
- 2003 – Out Of Ireland
- 2003 - A Feeling Shared - The Special Olympics in Ireland
- 2004 – 46664 The Event
- 2004 – Alejandro Sanz – Los Videos 1991-2004
- 2005 – All The Way Home - A History Of The Corrs
- 2005 – The Corrs: Live In Geneva 2004